# Mas Mordenyach
El Mas Mordenyach és una obra de Santa Cristina d'Aro (Baix Empordà) inclosa a l'Inventari del Patrimoni Arquitectònic de Catalunya.

## Descripció
Conjunt format per diferents cossos que tanquen un petit pati parcialment emmurallat. El cos principal, l'habitatge, és de grans dimensions i es troba cobert per una teulada a doble vessant, amb el carener paral·lel a la façana principal. Les obertures, de mides diverses, són totes emmarcades amb pedra, mentre que els murs són arrebossats. Els angles dels murs són reforçats per carreus de mida gran i ben tallats. Cal destacar-ne una de les entrades exteriors de la casa, on s'hi poden observar diverses inscripcions a la llinda.